# Klein-Karben
Klein-Karben ist seit 1970 ein Stadtteil von Karben im Wetteraukreis in Hessen mit etwa 5600 Einwohnern.

## Geschichte

### Ortsgeschichte
Im Heiligen Römischen Reich gehörte das Dorf zum Freigericht Kaichen, das im 15. Jahrhundert unter die Herrschaft der Burggrafschaft Friedberg kam. Mit dieser fiel es 1806 an das Großherzogtum Hessen.
Zum 1. Juli 1970 entstand die Stadt Karben im Zuge der Gebietsreform in Hessen durch den freiwilligen Zusammenschluss der bis dahin eigenständigen Gemeinden Groß-Karben, Klein-Karben, Kloppenheim, Okarben und Rendel.

### Lokale Rechtsgeschichte
In Klein-Karben galt das Partikularrecht des Freigerichts Kaichen, die Friedberger Polizeiordnung. 1679 wurde sie erneuert und gedruckt. Damit ist sie zum ersten Mal schriftlich fassbar. Sie behandelte überwiegend Verwaltungs-, Polizei- und Ordnungsrecht. Insofern blieb für den weiten Bereich des Zivilrechts das Solmser Landrecht die Hauptrechtsquelle. Das Gemeine Recht galt darüber hinaus, wenn all diese Regelungen für einen Sachverhalt keine Bestimmungen enthielten. Diese Rechtslage blieb auch im 19. Jahrhundert geltendes Recht, nachdem Klein-Karben an das Großherzogtum Hessen übergegangen war. Erst das Bürgerliche Gesetzbuch vom 1. Januar 1900, das einheitlich im ganzen Deutschen Reich galt, setzte dieses alte Partikularrecht außer Kraft. Von 1821 bis 1853 gehörte Klein-Karben zum Bezirk des Landgerichts Großkarben, der 1853 aufgelöst wurde, dann bis 1879 zu dem des Landgerichts Vilbel, ab 1879 zu dem des Amtsgerichts Vilbel.

## Kulturdenkmäler
Siehe auch: Liste der Kulturdenkmäler in Klein-Karben
- Jüdischer Friedhof (Klein-Karben)
- Spritzenhaus aus dem 18. Jahrhundert

## Infrastruktur
Klein-Karben hat ein Kino, je eine katholische und evangelische Kirche, einen Sportverein (siehe KSV Klein-Karben), eine Grundschule (Selzerbachschule) sowie zwei Kindergärten.

## Wissenswert
Jährlich finden in Klein-Karben zwei Straßenfeste statt: der Klein-Kärber Markt in der Rathausstraße und das Platanenwegfest.